# Christie Burke
Christie Stainthorpe, conosciuta principalmente come Christie Burke (Vancouver, 20 ottobre 1989), è un'attrice e modella statunitense.

## Biografia e carriera
Christie Burke, nata Christie Stainthorpe, affianca al lavoro di attrice quello di modella: nel 2010, oltre a recitare nelle serie televisive Eureka e Tower Prep, fa da modella alla collezione autunno/inverno di lingerie della boutique Love Made Me. Il suo primo ruolo al cinema è nel film indipendente del 2011 Best Day Ever: Aiden Kesler 1994-2011.
A febbraio 2011 viene annunciata la sua partecipazione a The Twilight Saga: Breaking Dawn - Parte 2 nel ruolo di Renesmee Cullen adolescente: il film esce negli Stati Uniti il 16 novembre 2012. Nel frattempo, Burke entra nel cast di Crowsnest, film horror diretto da Brenton Spencer, nel quale interpreta uno dei protagonisti insieme a Mittita Barber, Victor Zinck Jr., Aslam Husain e Chelsey Reist. Nel 2013 ha tre ruoli minori, uno nel film di David M. Rosenthal A Single Shot, uno nella pellicola televisiva Restless Virgins, basata sull'omonimo libro di Abigail Jones e Marissa Miley, e l'ultimo nel cortometraggio True Love Waits.
A marzo 2014 appare come guest star nell'ultimo episodio di Almost Human; prende poi parte alla serie televisiva Falling Skies e al film di Jason Bourque Black Fly.

## Filmografia

### Cinema
- Best Day Ever: Aiden Kesler 1994-2011, regia di Mike Coleman e Eric Johnson (2011)
- The Twilight Saga: Breaking Dawn - Parte 1 (The Twilight Saga: Breaking Dawn - Part 1), regia di Bill Condon (2011) - non accreditata
- Crowsnest, regia di Brenton Spencer (2012)
- The Twilight Saga: Breaking Dawn - Parte 2 (The Twilight Saga: Breaking Dawn - Part 2), regia di Bill Condon (2012)
- A Single Shot, regia di David M. Rosenthal (2013)
- True Love Waits, regia di Jon Ornoy – cortometraggio (2013)
- Black Fly, regia di Jason Bourque (2014)
- Love Everlasting, regia di Rob Diamond (2016)
- Still/Born, regia di Brandon Christensen (2017)
- Ascension, regia di Ross Wachsman (2018)
- Father Neptune, regia di Erik Horn – cortometraggio (2019)
- Beyond the Woods, regia di Brayden DeMorest-Purdy (2019)
- 1944 - La battaglia di Cassino (Recon), regia di Robert David Port (2019)

### Televisione
- Eureka – serie TV, episodio 4x04 (2010)
- Tower Prep – serie TV, episodio 1x05 (2010)
- Restless Virgins, regia di Jason Lapeyre – film TV (2013)
- Almost Human – serie TV, episodio 1x13 (2014)
- Falling Skies – serie TV, 5 episodi (2014)
- Blackstone – serie TV, episodi 4x03-4x04 (2014)
- Strange Empire – serie TV, 9 episodi (2014-2015)
- La setta (Ungodly Acts), regia di Carl Bessai – film TV (2015)
- Sognando Manhattan (Summer in the City), regia di Vic Sarin – film TV (2016)
- Van Helsing – serie TV, episodi 1x09-1x10 (2016)
- Supernatural – serie TV, episodio 13x08 (2017)
- The Murders – serie TV, episodio 1x05 (2019)
- Mystery 101 – serie TV, episodio 1x02 (2019)
- The InBetween – serie TV, episodio 1x10 (2019)
- Darrow & Darrow – serie TV, episodio 1x04 (2019)
- Natale tra i monti Blue Ridge (A Blue Ridge Mountain Christmas), regia di David Winning – film TV (2019)
- Amore a Winterland (Love in Winterland), regia di Pat Williams – film TV (2020)
- Sleeping with Danger, regia di David Weaver – film TV (2020)
- The Haunting of Bly Manor – serie TV, episodi 1x01-1x09 (2020)
- Two Sentence Horror Stories – serie TV, episodio 3x10 (2020)
- Secrets of a Marine's Wife, regia di Manu Boyer – film TV (2021)
- Maid – miniserie televisiva, 4 episodi (2021)
- Harmony from the Heart, regia di Michael Robison – film TV (2022)
- Billy the Kid – serie TV, episodi 1x04-1x05 (2022)
- The Ark – serie TV, 12 episodi (2023)

## Doppiatrici italiane
Nelle versioni in italiano dei suoi film, Christie Burke è stata doppiata da:
- Giulia Tarquini in Almost Human.
- Joy Saltarelli in Sognando Manhattan.